# Río Chjalta
El río Chjalta (en georgiano: ჩხალთა chkhalt'a; en ruso: Чхалта) discurre en el Gran Cáucaso, entre las cumbres principales de éste y los Montes de Chjalta, en Abjasia, Georgia.
Se forma en la confluencia de los ríos Adangue (Аданге) y Yuzhni Maruj (Южный Марух), y desemboca en el Río Kodori a la altura de la localidad de Chjalta, a unos 600 metros sobre el nivel del mar.
En el valle del río, con  capital en Chjalta se organizó la Alta Abjasia, zona fiel al gobierno central de Tiflis, Georgia. En julio-agosto de 2005 fue capturado el líder esvano Emzar Kvitsiani después de encabezar un desafío a las autoridades georgianas. El territorio fue recuperado por las autoridades abjasias durante la Guerra de Osetia del Sur de 2008.

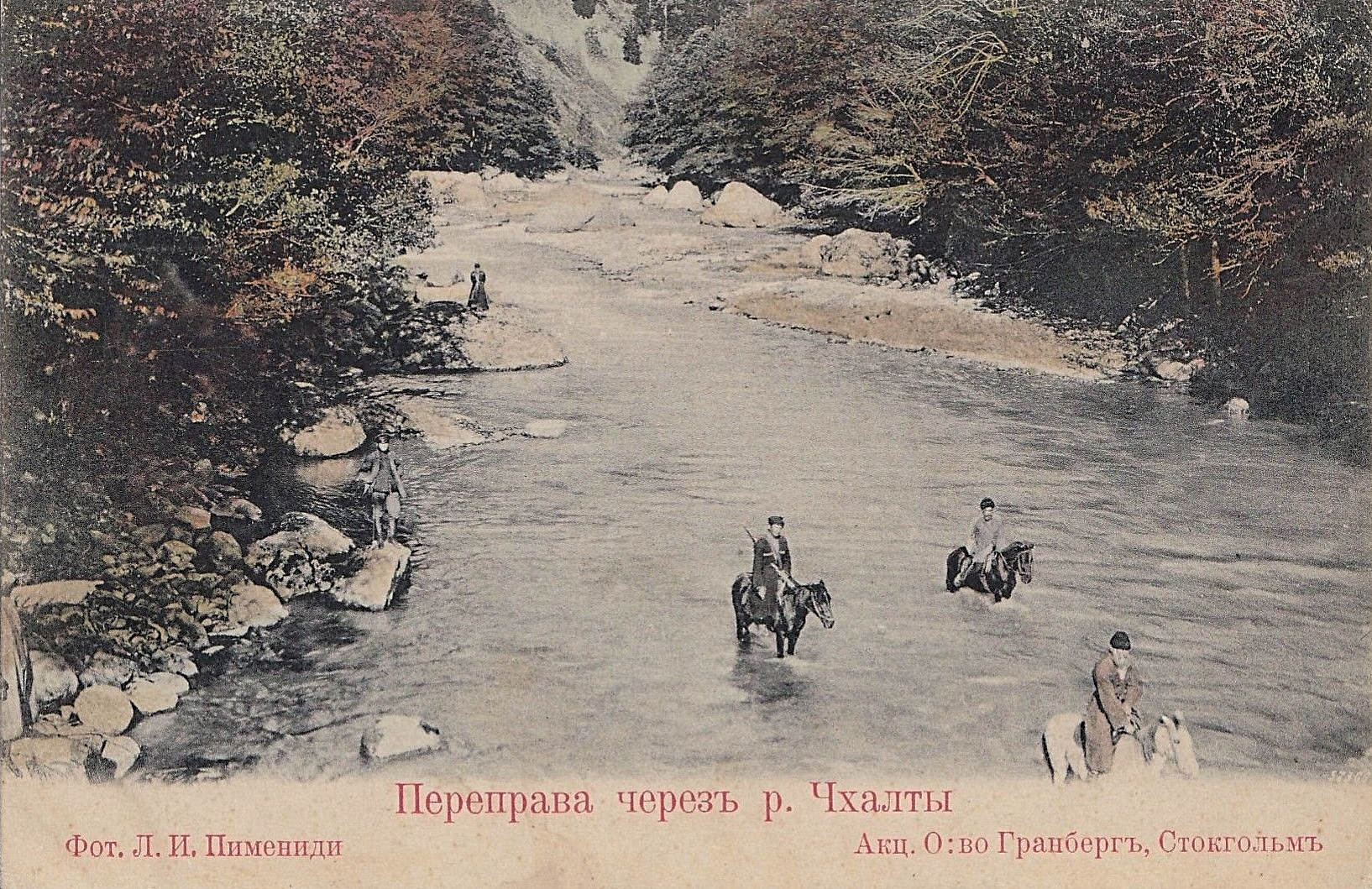
Cruzando el río Chjalta, foto a principios del

El valle de Chjalta es profundo, y con una vegetación muy densa de pinos, abetos y fagáceas. A lo largo del valle, se encuentran las alturas más importantes del Cáucaso occidental, el Dombai-Ulgen (Домбай-Ульген) de 4047 metros, 17 picos que superan los 3000 metros, entre ellos el Maruj-Bashi (Марух-баши), el Aksaut (Аксаут), el Sofrudzhu (Софруджу) y el Ptysh (Птыш), y muchos otros que rondan los 3000 metros.
En la cuenca del Chjalta se han descubierto dólmenes.